# Jules Ladoumègue
Jules Ladoumègue, född 10 december 1906 i Bordeaux, död 3 mars 1973 i Paris, var en fransk friidrottare.
Ladoumègue blev olympisk silvermedaljör på 1 500 meter vid sommarspelen 1928 i Amsterdam